# Отто Лібінґ
Отто Лібінґ (нім. Otto Liebing, 31 березня 1891 — 7 листопада 1967) — німецький академічний веслувальник.
Бронзовий призер Олімпійських Ігор 1912 року в складі вісімки.